# Nagomi
Nagomi (和水町?, Nagomi-machi) è una cittadina giapponese della prefettura di Kumamoto.